# Serra de Güena
La Serra de Güena és una serra situada al municipi de Pratdip a la comarca del Baix Camp, amb una elevació màxima de 499 metres.

## Particularitats
És una continuació en sentit nord-oriental de la serra de Santa Marina. El Coll del Marqués separa aquesta serra del puig del Marqués.